# Sant'Atto (Teramo)
Sant'Atto è una frazione di Teramo. 
Dista 11 km dal capoluogo e sorge a 243 metri sul livello del mare. 
La popolazione è di circa 300 abitanti.

## Storia
Il monastero benedettino di San Nicolò a Tordino (Teramo) fu fondato nel 1004 e posto alle dipendenze di Montecassino; Attone ne fu il primo abate o priore. 
Un tempo, nei giorni di Pentecoste, i fedeli si recavano in pellegrinaggio alla sua tomba e bevevano l'acqua che stillava dal soffitto sopra il sarcofago. 
Il sepolcro e le reliquie di Attone sono oggi scomparsi, e se ne celebra solo la festa il 19 novembre nella cattedrale di Teramo e nella chiesa parrocchiale (già abbaziale) di Sant'Atto, unita dal 1477 con il Capitolo del Duomo. 

Sant'Atto è anche centro di molte industrie, collocate nella zona industriale a Sant'Atto piane.
Vi sono anche sedi bancarie (Banca di Teramo) e sedi della Confcommercio.

## Sport
Sant'Atto in tempi passati ha avuto squadre di calcio e di pallamano. 
Quest'ultimo è stato lo sport maggiormente praticato e l'H.C. S. Atto è stata campione d'Italia di serie C negli anni'80 raggiungendo la promozione in serie B. 
Nelle sue file hanno militato numerosi atleti di valenza nazionale e anche internazionale.

## Sedi Onlus
È stato sede di uno dei pochi Centri Iperbarici in Italia le cui attività era coordinate dal professor Pierluigi Data dell'Università di Chieti ed è sede del Centro di Riabilitazione e rieducazione a Degenza Diurna “S. Atto” è gestito dalla Fondazione Anffas Onlus di TERAMO 
La struttura, accreditata dalla Regione Abruzzo, opera, ai sensi della Legge 833/78 ex art. 26, con l'obiettivo di intervenire sulla Persona disabile considerata nella sua globalità, attraverso programmi d'azione dinamici ed interventi finalizzati al conseguimento del massimo recupero funzionale possibile, per consentire al disabile una migliore qualità della vita anche dopo eventi patologici molto gravi.

## Chiesa parrocchiale di Santa Croce
La chiesa di Santa Croce di Sant'Atto, che è un grazioso centro abitato a m.243 s.l.m. alle porte di Teramo, di cui è frazione, ha costruzioni prevalentemente moderne con abbondanti tracce di edilizia ottocentesca e guarda dall'alto tutto il Nucleo Industriale di Teramo. Anche la chiesa parrocchiale, la Chiesa di Santa Croce, è un edificio moderno. Sorta in sostituzione di quella dell'antica Abbazia di Sant'Atto, ha tetto a capanna e facciata in laterizio sulla quale si apre un semplice portale in pietra sormontato da una lunetta che reca l'immagine di una Madonna con Bambino realizzata con mattonelle di ceramica. Più in alto, al disopra di una trifora, un finto oculo reca l'immagine di Sant'Attone, anch'essa in ceramica, primo priore del monastero benedettino della vicina San Nicolò a Tordino. Sul culmine del tetto è stato rimesso in opera a vista un antico capitello decorato da grandi foglie di palma aculeate che potrebbe risalire alla fine del XIII secolo. Appoggiato alla parete di sinistra c'è uno svettante campanile che ospita una campana. Il 3 maggio 1933 vi venne apposto il grande orologio che oggi vediamo, realizzato con una raccolta fondi di cittadini di Sant'Atto residenti negli Stati Uniti. L'interno è a navata unica sovrastata da una controsoffittatura piana su cui si leggono a grandi lettere i dieci comandamenti. A dividere l'aula dal presbiterio, sopraelevato di un gradino, c'è un grande arco a tutto sesto che poggia su due semplici colonne; dietro l'altare è affissa al muro una grande Croce lignea. Appena dopo l'entrata è incastonata al muro un'antica acquasantiera in pietra decorata con motivo a corda.

## Trasporto: strade
Per arrivarci da Teramo (vedi mappa): si percorre la S.S. 80 in direzione di Giulianova fino all'ingresso di San Nicolò a Tordino. Qui, in corrispondenza della S.P. 17, si gira a sinistra verso Campli e poi subito a destra, imboccando Via G. Galilei. Lungo questo viale s'incontra la segnaletica stradale per Sant'Atto.